# Obergoms
Obergoms är en kommun i distriktet Goms i kantonen Valais, Schweiz. Kommunen bildades den 1 januari 2009 genom sammanslagningen av kommunerna Ulrichen, Obergesteln och Oberwald. Obergoms har 640 invånare (2023).
I kommunen finns Rhôneglaciären, floden Rhônes källa.